# Telmatoscopus rothschildi
Telmatoscopus rothschildi är en tvåvingeart som beskrevs av Eaton 1912. Telmatoscopus rothschildi ingår i släktet Telmatoscopus och familjen fjärilsmyggor. Inga underarter finns listade i Catalogue of Life.